# Николаевка (Аполлоновский сельский совет, Сахновщинский район)
Николаевка (укр. Миколаївка) — село, 
Аполлоновский сельский совет,
Сахновщинский район,
Харьковская область.
Код КОАТУУ — 6324880504. Население по переписи 2001 года составляет 47 (22/25 м/ж) человек.

## Географическое положение
Село Николаевка находится на левом берегу реки Орель,
выше по течению на расстоянии в 2 км расположено село Алексеевка,
ниже по течению на расстоянии в 1 км расположено село Аполлоновка,
на противоположном берегу — село Степановка.
Рядом проходит автомобильная дорога Т-2109.

## История
- 1870 — дата основания. Административно входила в состав Константиноградского уезда Полтавской губернии.

## Известные люди
- Попудренко Николай Никитич (1906-1943) — Герой Советского Союза, родился 28 декабря 1906 года в селе Николаевка.